# Кодекс Монпельє
Кодекс Монпельє (Montpellier Codex) — рукописний нотний кодекс XIII століття, важливе джерело музики Ars antiqua. Зберігається в університетській бібліотеці французького міста Монпельє (звідси назва).

## Коротка характеристика
Рукопис виявив 1847 року органіст Фелікс Данжу. Нині зберігається на медичному факультеті університетської бібліотеки Монпельє (фр. Montpellier, Bibliothèque Inter-Universitaire, Section Médecine, H196), стандартна абревіатура RISM: F-Mo H196; прийнята в музикознавців абревіатура: Mo. Кодекс складено близько 1300 року, ймовірно в Парижі. Містить 345 багатоголосних п'єс (деякі дублюються), переважно в жанрі мотету, написаних у період 1250—1300 років. Спостереження над відмінностями в нотації у кодексі дозволяють музикознавцям робити важливі висновки про еволюцію середньовічної музики у Франції XIII століття.
Тексти різноманітні за змістом: парафрази св. Письма (іноді з повчальним акцентом), метричні молитви (особливо молитви, звернені до Богородиці, наприклад, латинський мотет No. 53 Ave virgo regia / Ave gloriosa mater / Domino), типова для труверів куртуазна («лицарська») лірика, пасторалі, рідко — танцювальні та застільні пісні (приклад останньої — французький мотет No. 319 On parole / Paris soir et matin / Fresse nouvelle).

## Склад
Містить вісім «зошитів» (лат. fasciculi). Основний зміст — політекстовий мотет Ars antiqua.
1. ff.1–22. Літургічна поліфонія Ars antiqua — органуми та кондукти.
2. ff.23–62. Потрійні мотети (cantus firmus[en] + три контрапунктні голоси): 16 французьких і 1 латинський.
3. ff.63–86. 11 подвійних мотетів (cantus firmus + два контрапунктні голоси), на змішані тексти (латинський та французький).
4. ff.87-110. 22 латинські подвійні мотети.
5. ff.111–230. 100 французьких подвійних мотетів (два — провансальською мовою).
6. ff.231-269. 75 французьких двоголосних мотетів.
7. ff.270-349. 39 подвійних мотетів — французьких, латинських та макаронічних. Можливо, пізнішого походження, ніж зошити 2-6.
8. ff.350-397. 42 подвійні мотети на французькі, латинські та франко-латинські тексти. Можливо, пізнішого походження, ніж зошити 2-6.

Після складання основного корпусу збірки, невідомий переписувач зробив доповнення до зошитів 3, 5 та 7.
Переважна більшість музичних п'єс кодексу Монпельє не містить авторських атрибуцій. Ідентифіковані (переважно як гіпотеза) Перотін (у першому зошиті), Адам де ла Аль і П'єр де ла Круа.

## Видання
- Rokseth Y. Polyphonies du XIII siècle: le manuscrit H196 de la Faculté de medicine de Montpellier (Paris, 1935-9) (факсиміле, транскрипція вибірки, науковий коментар).
- The Montpellier Codex, ed. H. Tischler. 4 VLS. Madison, WI, 1978–85 (транскрипція всього кодексу, окреме видання текстів із перекладом англійською, науковий коментар).